# DEBG T 202
Der zweiachsige Dieseltriebwagen DEBG T 202 wurde von der Deutschen Eisenbahn-Betriebsgesellschaft (DEBG) beschafft und war ein Schienenbus für den Solobetrieb. Er stammt aus dem Jahr 1934 und ist 1955 abgebrannt.

## Geschichte und Einsatz

### Vorgeschichte
Das Fahrzeug wurde 1934 von der Waggonfabrik Uerdingen hergestellt und bei der Kleinbahn Kiel–Segeberg eingesetzt. Der Triebwagen war als Solofahrzeug konstruiert. Er hat bei seinem Einsatz nicht befriedigen können und wurde 1939 von der DEBG gekauft.

### DEBG T 202
Der Triebwagen war von der DEBG für den Betrieb auf der Lokalbahn Rhein–Ettenheimmünster vorgesehen. Schon nach kurzer Betriebszeit musste das Fahrgestell erneuert und der Motor gegen einen Dieselmotor getauscht werden. Aufgrund der damaligen Situation kam er bis 1945 zu keinem weiteren Einsatz mehr.
Nach dem Krieg wurde der Wagen zunächst bei der Waggonfabrik Uerdingen generalüberholt, danach kam er auf der Bahnstrecke Voldagsen–Delligsen zum Einsatz. Nach einem erneuten Motorschaden und erneuter Reparatur konnte er wieder eingesetzt werden. Das geringe Fassungsvermögen des Wagens ergab auf der Strecke Probleme.
Der Schienenbus wurde daraufhin zu der Vorwohle-Emmerthaler Eisenbahn-Gesellschaft überführt, dort war er aber auf Grund schlechter Fahreigenschaften und häufigen Ausfällen sehr unbeliebt. Das Betriebsleben des Wagens war am 6. Januar 1955 zu Ende, als ein Brand in Bodenwerder den Triebwagen zerstörte.

## Konstruktive Merkmale
Der Schienenbus war für den Solobetrieb konstruiert und hatte keine Zug- und Stoßeinrichtung zum Mitführen eines Beiwagens.
Die unterflur angeordnete Maschinenanlage bestand ursprünglich aus einem Benzinmotor mit einer Leistung von 65 PS und einem mechanischen Getriebe. Noch vor dem Zweiten Weltkrieg wurde der Benzinmotor durch einen Dieselmotor der Vogtländische Maschinenfabrik (VOMAG) getauscht, dieser hatte eine Leistung von 85 PS.